# Filira (oceánide)

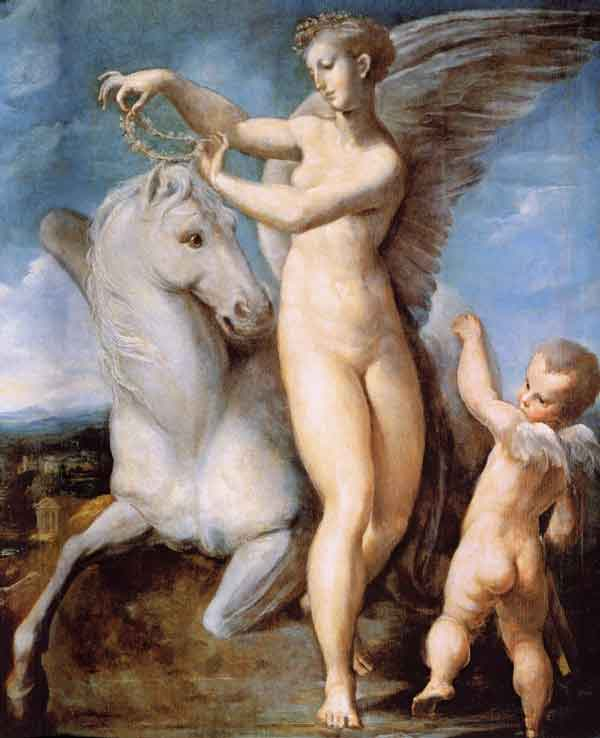
Filira y Crono, pintura de Parmigianino.

En la mitología griega, Filira o Fílira (en griego: Φĩλύρᾶ, latín: Philȳra; esto es, «tilo») es una de las oceánides.Las fuentes citan a Océano como su padre, pero ninguna fuente cita a su madre. Es mencionada por primera vez en la Teogonía. Al menos una fuente nos dice que Fílira fue la segunda oceánide más antigua, precedida por Éstige y después que ellas, Neda, aunque Hesíodo no la incluye en su catálogo de las oceánides más antiguas.
Fue seducida por Crono, que se transformó en caballo para no ser sorprendido por su esposa Rea. Otra versión afirma que fue Filira la que se transformó en yegua al intentar huir del requerimiento del dios. La ninfa anduvo errante hasta las montañas de Pelasgo, donde dio a luz al centauro Quirón. A Quirón se le suele referir con el matronímico de Filírida. Fue tal la tristeza que le produjo el haber dado a luz a un monstruo que pidió a su padre o a Zeus que la transformara en una planta, deseo que le fue concedido al ser metamorfoseada en el árbol del tilo, árbol que llevaba su nombre en griego.
En algunas versiones Fílira y Cariclo, la esposa de Quirón, criaron al infante Aquiles. Quirón moraba en el monte Pelión, que sus discípulos conocían como la "cueva de Fílira", y de la misma manera fue en el Pelión donde Fílira celebró su boda. En algunas versiones menores los otros hijos habidos por Crono y Fílira fueron Dólope y Afro, el antepasado epónimo de los afros, esto es, los africanos.